# Сенмут

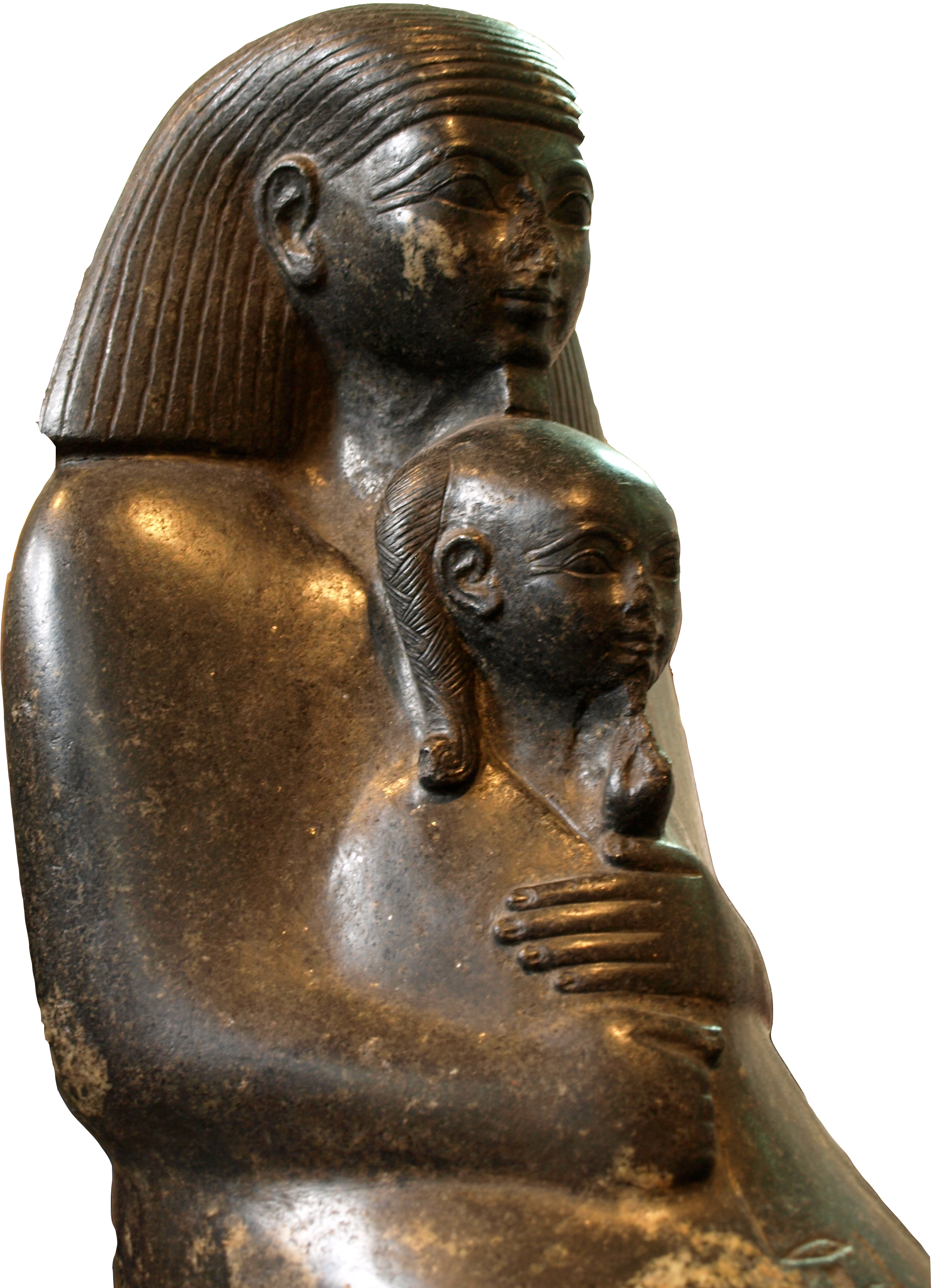
Скульптурний портрет, який зображає сидячого Сенмута з Нефрура на руках. Британський музей

Сенмут, Сененмут, Сенемут — видатний давньоєгипетський архітектор і державний діяч періоду Вісімнадцятої династії нового царства (1550—1292 до н. e.). Деякі факти вказують на те, що він міг бути фаворитом і коханим жінки — фараона Хатшепсут.

## Життєпис
Народився в незнатній і небагатій родині провінційного переписувача-чиновника Рамоса і його дружини Хатнофер (Хатнефрет) в Гермонтісі. Про Сенмута відомо набагато більше, ніж про будь-якого іншого стародавнього єгиптянина, який не належав до царської сім'ї, багато в чому завдяки його зруйнованій гробниці і спільному місці поховання батьків Сенмута, будівництвом якого Сенмут керував особисто.
Уперше фігурує в офіційних документах як «Слуга Подружжя Бога» (Хатшепсут) і «Слуга царської дочки» (Нефрура). Деякі дослідники відносять сходження Сенмута, якого вважали вихідцем з нижчих верств населення, на ключові позиції в державному апараті до часу правління Тутмоса I, але найімовірніше, що піднесення Сенмута сталося при чоловікові Хатшепсут Тутмосі II (1494—1490 рр. до н. е.). Після затвердження Хатшепсут як регента при малолітньому Тутмосі III в 1490 році до н. е. положення Сенмута тільки зростало, і незабаром він був нагороджений численними титулами. Після коронації Хатшепсут фараоном Єгипту Сенмут був призначений чаті  (еквівалент середньовічного візира) Верхнього Єгипту.
Відомі 10 його статуй, з них на 6-ти він з царівною Нефрурою. У супровідній записці написано:

Я виховав царівну. Мені її доручили … тому що я чудовий в очах царя

В 1462 (?) році до н. е., Хатшепсут спіткало нещастя: померла її дочка-підліток Нефрура (скільки років було підлітку, якщо чоловік її матері помер в 1490 році?) Вона зробила своїм співправителем пасинка (син від іншої дружини фараона) Тутмоса III. А через 2 роки помер Сенмут.

## Архітектура

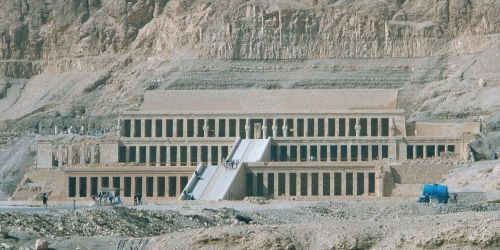
Джесер Джесеру — похоронний храм Хатшепсут в Дер-ель-Бахрі, побудований Сенмутом.

Сенмут є архітектором найбільш видатних споруд періоду Хатшепсут. Його найвідомішим творінням був похоронний храм в Дейр ель-Бахрі на захід від Фів, який носив в давнину назву Джесер Джесеру — «Священна зі священних» і будувався протягом 9 років — з 7-го (імовірно, 1482 рік до н. е.) по 16-й (1473 рік до н. е.) рік правління цариці. Його архітектором був Сенмут, і, хоча храм багато в чому повторював храм фараона Середнього царства Ментухотепа II, але його величні колони вражають уяву і в наші дні. Свого часу, цей храм був багато в чому унікальний, демонструючи бездоганну гармонію архітектурного комплексу за тисячу років до зведення Парфенона в Афінах.
Багато єгиптологів вважають, що Сенмут був коханим цариці Хатшепсут, і приводять як доказ зображення фаворита поруч із самою царицею поруч з входом в храм в Дейр ель-Бахрі, схожість гробниці Сенмута та гробниці Хатшепсут і графіті, надряпане на стінах незавершеної гробниці, що використовувалася робочими, зайнятими будівництвом Джесера Джесера.
Сенмут помер ще до смерті Хатшепсут. Він побудував собі дві гробниці. Одна з них, TT71, знаходиться поруч з гробницями інших вельмож Нового царства, а інша — у самого храму Хатшепсут в Дейр ель-Бахрі. Обидва поховання були незабаром піддані розоренню. Вважається, що сліди пошкоджень цих гробниць відносяться до часу правління Тутмоса III, який прагнув знищити всі відомості про правління мачухи. Однак окремі дослідники висувають і докази на користь того, що Сенмут міг впасти в немилість ще за життя цариці.

## Цікаві знахідки
У гробниці Сенмута знайшли мапу зоряного неба. У центрі виявленої карти зображена група зірок Оріон-Сіріус.

## Інтернет-ресурси
- UNESCO "ICOMOS-IAU case study: The Tomb of Senenmut at Western Thebes, Egypt includes map, documents and case study
- The Sen-en-Mut project, current archaeological work on TT 353
- Hatshepsut: from Queen to Pharaoh, an exhibition catalog from The Metropolitan Museum of Art (fully available online as PDF), which contains material on Senenmut (see index)
- The Tombs of Senenmut: The Architecture and Decoration of Tombs 71 and 353, fully digitized text from The Metropolitan Museum of Art libraries